# Sabino Sánchez Parra
Sabino Sánchez Parra (Badajoz, 14 de febrer de 1978) és un futbolista extremeny, que ocupa la posició de davanter.

## Trajectòria
Va començar a destacar al CD Badajoz, amb qui debuta a Segona Divisió la temporada 97/98. Durant les dues primeres temporades al club blanc-i-negre serà suplent, però la temporada 99/00 hi destaca amb set gols en 25 partits. Eixa xifra fa que el fitxe el CA Osasuna.
Amb el conjunt navarrés hi debuta a la màxima categoria la temporada 00/01. És titular: juga 30 partits, i marca 3 gols. A l'any següent cau a la suplència i tot just apareix en 18, la majoria sortint de la banqueta.
L'estiu del 2002 deixa l'Osasuna i recala al Polideportivo Ejido. Amb els andalusos hi milita durant tres temporades a la categoria d'argent, en les quals alterna la titularitat amb la suplència.
Des del 2005 ha militat en equips de Segona Divisió B: FC Cartagena (05/07), UD Mérida (07/09) i Benidorm CD (09/...).